# 霍姆蘭 (佛羅里達州)
霍姆蘭（英語：Homeland）是位於美國佛羅里達州波爾克縣的一個人口普查指定地區。

## 地理
霍姆蘭的座標為27°49′03″N 81°49′29″W / 27.81750°N 81.82472°W，而該地最高點為海拔高度44米（即144英尺）。

## 人口
根據2010年美國人口普查的數據，霍姆蘭的面積為1.09平方千米，當中陸地面積為1.09平方千米，而水域面積為0.00平方千米。當地共有人口379人，而人口密度為每平方千米347人。